# Gerhard Woitschell
Gerhard Woitschell (* 24. März 1910 in Berlin; † 9. November 1969) war ein hessischer Politiker (NPD) und Abgeordneter des Hessischen Landtags.

## Ausbildung und Beruf
Gerhard Woitschell studierte nach dem Abitur am Humanistischen Gymnasium in Berlin Volkswirtschaft und schloss das Studium als Diplom-Volkswirt und Dr. rer. pol. ab. 1934/35 war er wissenschaftlicher Hilfsarbeiter in der DAF. 1935 bis 1940 arbeitete er als Geschäftsführer des Reichsinnungsverbandes des Buchdruckerhandwerks, später der Fachgruppe Buchdruck in der Wirtschaftsgruppe Druck und Papierverarbeitung und ab 1940 als Sachbearbeiter in der Haupttreuhandstelle Ost in Berlin. Ab dem 2. April 1941 war er Soldat, zuletzt Unteroffizier in einem Infanterie-Sturmregiment. 1945 bis 1948 arbeitete er als Bauhilfsarbeiter in Wiesbaden, bevor er 1949 bis 1950 als Vertreter und seit September 1950 als Spirituosengroßhändler in Wiesbaden seinen Lebensunterhalt verdiente.

## Politik
Gerhard Woitschell war 1926/27 Mitglied des Jungdeutschen Ordens und kam über diesen 1928 zur NSDAP (Aufnahmedatum: 1. März 1928, Mitgliedsnummer 88.769), in der er bis 1945 Mitglied war. In der NSDAP war er ehrenamtlich bis März 1938 tätig, zuletzt Ortsgruppenleiter im Berliner Stadtteil Wedding. Er war als Alter Kämpfer Träger des Goldenen Parteiabzeichens. Im NSKK hatte er den Rang eines Obersturmführers (inaktiv). Bereits von 1928 bis 1932 in der SA (seit 1930 als Scharführer), war er ab 9. November 1937 wieder (als Sturmführer) Mitglied. Zudem war Woitschell Träger des Silbernen Gauehrenzeichen Berlins.
1949/50 wurde er Mitglied der damals in Hessen kurzlebig existierenden NDP. Seit 1959 war er bis zu deren Selbstauflösung 1965 Mitglied der DRP. In der DRP war er Mitglied der Parteileitung. Seit Gründung der NPD im November 1964 war er dort Mitglied und erster stellvertretender Landesvorsitzender von Hessen.
Vom 1. Dezember 1966 bis zu seinem Tode war er Mitglied des Hessischen Landtags und dort stellvertretender Vorsitzender der NPD-Landtagsfraktion. 1969 war er Mitglied der 5. Bundesversammlung.